# 北方荒原
北方荒原（意為「北方的荒涼之地」）是火星北半球的廣大平原，範圍為北緯54.68度以北，一般指不包含北極冠的平原地區。
北極圈構成了火星北半球的大部分低地。
2005年，歐洲航天局的火星快車號拍攝了北方荒原地區一個火山口中大量冰的影像。
2008年5月25日（火星初夏），NASA的鳳凰號火星探測器降落在北方荒原的綠谷地區。鳳凰號登陸於68.218830°N 234.250778°E，收集並分析土壤樣品。

## 地形

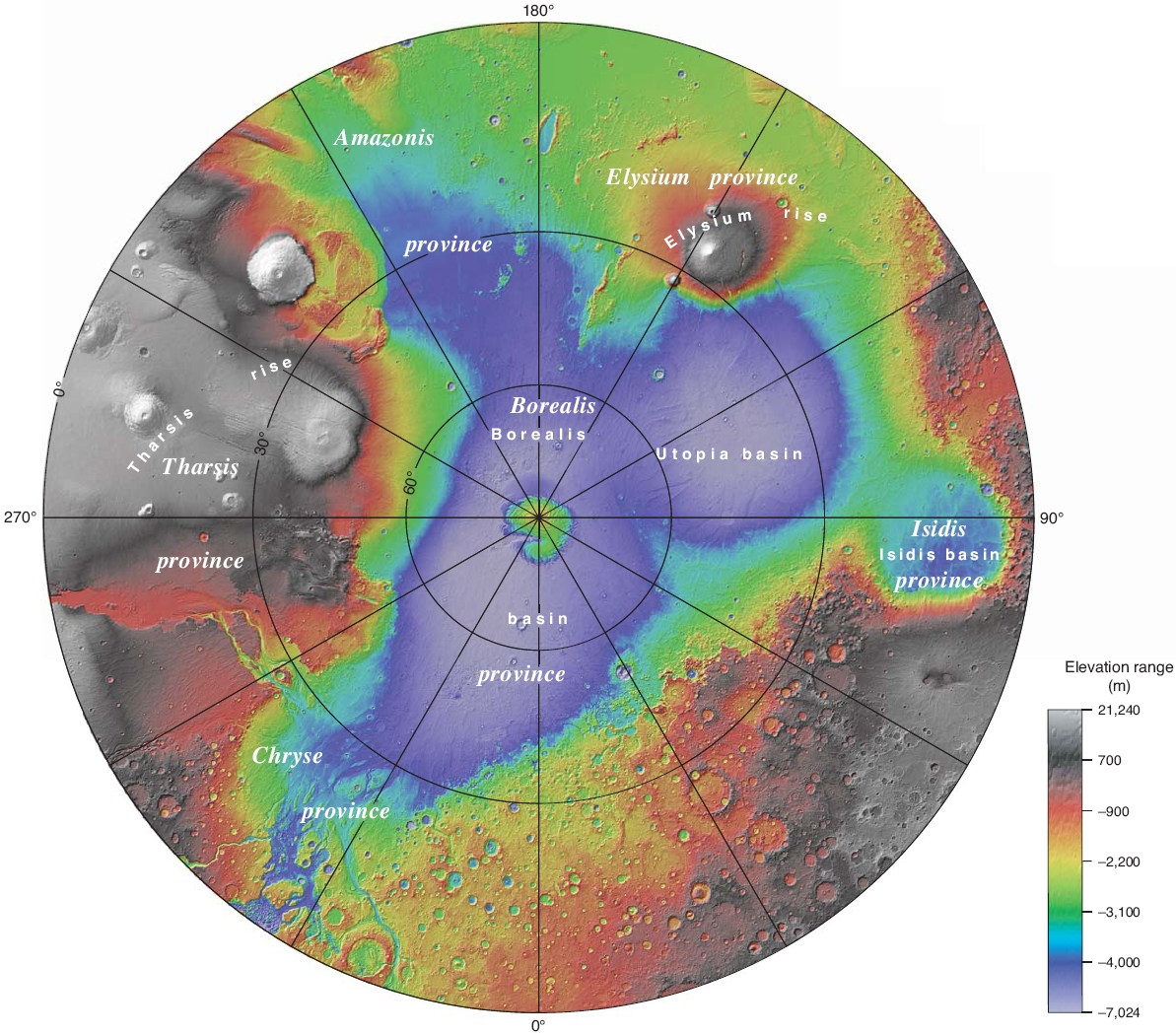
火星北半球地形圖，球極平面投影，角度不變，圓形仍是圓形，但高緯度地區會縮小。圖中為非正式地名。

上圖中央為北極冠，周圍環繞的就是北方荒原，再往外的平原大致可分成三區，七點鐘方向的阿西達里亞平原、克里斯平原，三點鐘和兩點鐘方向的伊希地平原、烏托邦平原，和十一點多方向的阿卡迪亞平原、亞馬遜平原。有三個火山區：九點鐘方向的塔爾西斯，一點鐘方向的埃律西昂，和伊希地平原西邊的大瑟提斯高原。四到六點鐘方向的是阿拉伯高地。

### 化學
鳳凰號任務結束後發表在《科學》雜誌上的結果報告稱，樣品中檢出了氯化物，碳酸氫鹽，鎂，鈉，鉀，鈣和硫酸鹽。

## 氣候
鳳凰號任務期間測得的最高溫度是-19.6°C，而最低的是-97.7°C。雲團在-65°C左右的大氣中形成，因此云團必須由冰而不是乾冰組成，因為形成乾冰的溫度低於-120°C。
鳳凰城號的影像中可以看到產生積雪的捲雲。

## 水與冰

### 侵蝕地形與冰河
平原與高地的交界有一大部分為锐蚀地形（如同被刻畫般在高地邊緣分佈交錯的長條谷地，呈現桌山大片分佈的地形，因此地形以桌山（mensa，複數mensae）命名之。阿拉伯高地北緣，從克里斯平原往東依序為塞東尼亞桌山群、都特羅尼勒斯桌山群、普羅敦尼勒斯桌山群（此兩者恰好是氘原子核、氫原子核）、尼羅瑟提斯桌山群，過了伊希地平原，喜美利亞高地北緣則有尼本席斯桌山群（Nepenthes Mensae）、艾奧利斯桌山群。
海盜號發現北緯30～50度的中緯度地區——主要在都特羅尼勒斯——分佈著流動狀的地形特徵，稱為舌狀岩屑坡和線狀谷底沉積（LVF）。運用HRSC影像和其他觀測資料和地球的冰河比較，發現這些應為被岩屑覆蓋的谷地冰河，屬於晚亞馬遜紀，可能是來自亞馬遜紀早期適合的氣候條件下在中緯度高原沉積的大量冰雪，之後冰層退縮，部分被岩屑覆蓋而得以保留。2008年以火星勘察衛星的淺地層雷達首次直接證實這區域冰的存在，2010年發表都特羅尼勒斯區域的冰分佈圖。